# Steve Golin

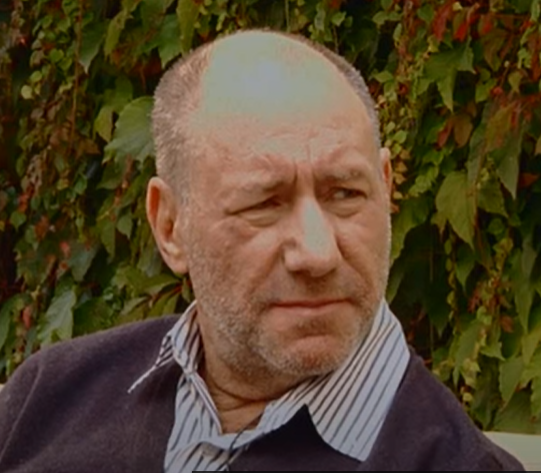
Steve Golin, 2015

Steve Golin (* 6. März 1955 in Geneva, New York; † 21. April 2019 in Los Angeles) war ein US-amerikanischer Filmproduzent.

## Leben
Golin gründete 1986 gemeinsam mit Sigurjón Sighvatsson die Produktionsfirma Propaganda Films, deren CEO er wurde. Zahlreiche junge Regisseure wie David Fincher, Michael Bay, Spike Jonze, Antoine Fuqua, Gore Verbinski, Alex Proyas und Michel Gondry drehten dort ihre ersten Werbeclips und Musikvideos, bevor sie in die Spielfilmproduktion wechselten.
Im Jahr 2000 war Golin der Gründer und CEO der US-amerikanischen Filmproduktionsgesellschaft Anonymous Content, die Werbespots, Filme und Musikvideos produziert. In der Anfangszeit führte Golin seine Firma zu einer der besten in der Werbeindustrie und produzierte Werbespots und Kampagnen u. a. für Nike, Intel, Citibank, United Airlines, Ford, Audi, Coca-Cola und Pepsi.
Golin starb im April 2019 im Alter von 64 Jahren an den Folgen einer langjährigen Krebserkrankung.

## Filmografie (Auswahl)
- 1989: Kill me again
- 1990: Wild at Heart – Die Geschichte von Sailor und Lula (Wild at Heart)
- 1990: Die Erbschleicher (Daddy’s Dyin’ … Who’s Got the Will?)
- 1993: Red Rock West
- 1993: Kalifornia
- 1994: Handschrift des Todes (Dead Connection)
- 1994: Nightmare Lover (Dream Lover)
- 1996: Sleepers
- 1996: Portrait of a Lady (The Portrait of a Lady)
- 1997: The Game
- 1997: Tausend Morgen (A Thousand Acres)
- 1998: Für das Leben eines Freundes (Return To Paradise)
- 1999: Being John Malkovich
- 2000: Nurse Betty
- 2000: Bounce – Eine Chance für die Liebe (Bounce)
- 2004: Vergiss mein nicht! (Eternal Sunshine of the Spotless Mind)
- 2006: Babel
- 2006: In the Land of Women
- 2007: Smiley Face
- 2007: Married Life
- 2007: Cleaner
- 2007: Machtlos (Rendition)
- 2009: Fall 39 (Case 39)
- 2009: 44 Inch Chest – Mehr Platz braucht Rache nicht (44 Inch Chest)
- 2011: Der Biber (The Beaver)
- 2012: Auf der Suche nach einem Freund fürs Ende der Welt (Seeking a Friend for the End of the World)
- 2013: Inside Wikileaks – Die fünfte Gewalt (The Fifth Estate)
- 2014: Grow Up!? – Erwachsen werd’ ich später (Laggies)
- 2015: Spotlight
- 2015: The Revenant – Der Rückkehrer (The Revenant)
- 2016: Bastille Day
- 2018: Der verlorene Sohn (Boy Erased)
- 2018: Outlaw King

## Auszeichnungen
- 2000: Independent Spirit Award – für den Besten Debütfilm (Budget über 500.000 Dollar) (Being John Malkovich)
- 2007: Oscar-Nominierung für den besten Film (Babel)
- 2016: Oscar für den besten Film Spotlight
- 2015: Zurich Film Festival – Career Achievement Award, Golden Eye Award: The New A-Lister